# Bentley (Illinois)
Bentley es un pueblo ubicado en el condado de Hancock en el estado estadounidense de Illinois. En el Censo de 2010 tenía una población de 35 habitantes y una densidad poblacional de 93,84 personas por km².

## Geografía
Bentley se encuentra ubicado en las coordenadas 40°20′37″N 91°6′44″O / 40.34361, -91.11222. Según la Oficina del Censo de los Estados Unidos, Bentley tiene una superficie total de 0.37 km², de la cual 0.37 km² corresponden a tierra firme y (0.69%) 0 km² es agua.

## Demografía
Según el censo de 2010, había 35 personas residiendo en Bentley. La densidad de población era de 93,84 hab./km². De los 35 habitantes, Bentley estaba compuesto por el 100% blancos, el 0% eran afroamericanos, el 0% eran amerindios, el 0% eran asiáticos, el 0% eran isleños del Pacífico, el 0% eran de otras razas y el 0% pertenecían a dos o más razas. Del total de la población el 0% eran hispanos o latinos de cualquier raza.